# Paléoscatologie
La paléoscatologie est une branche de l'archéologie qui s'intéresse aux excréments fossilisés.
Elle apporte des informations sur le régime alimentaire d'un individu, ainsi que sur certaines pathologies, en particulier les parasites intestinaux.